# Fortín Tiburcio
Fortín Tiburcio es una localidad del norte de la provincia de Buenos Aires situada en el partido de Junín, Argentina.
Sus tierras son fértiles por lo que permite el cultivo de diversos sembrados, por ejemplo tutucas  Ingresando a esta localidad se puede tener acceso a la Laguna Mar Chiquita, en donde se puede apreciar un hermoso paisaje con diversidad de fauna y flora.

## Población
Cuenta con 255 habitantes (Indec, 2010), lo que representa una disminución del 38% frente a los 414 habitantes (Indec, 2001) del censo anterior.
| Gráfica de evolución demográfica de Fortín Tiburcio entre 1991 y 2010 |
|                                                                       |
| Fuente: Censos Nacionales del INDEC                                   |

## Historia
Así como los demás pueblos del partido, este nació también con la expansión del Ferrocarril Buenos Aires al Pacífico. La línea fue habilitada en 1902. Recién el 10 de agosto de 1911 se aprueban los planos del proyecto de formación del nuevo pueblo.El primer artículo de la resolución expresa: "Aprobar los planos presentados por los herederos de doña Eloísa Illa de Urquiza, para la fundación de un pueblo en el Partido de Junín, que se llamará Fortín Tiburcio".
El replanteo de la traza fue aprobado el 16 de diciembre de 1912, y las reservas para edificios y usos públicos (municipalidad, iglesia, casa parroquial, policía, juzgado de paz, registro civil, dos escuelas, hospital, dos plazas, cementerio, etc.) se escrituran el 9 de agosto de 1913. El primer remate de solares y quintas se efectuó el 18 de mayo de 1913, registrándose entre los primeros compradores, los apellidos Cassalo, Bolognio, Mataloni, Contardi, Alzari, Barraza de Díaz, Ojea, Zachino, Giuliano, Retorto y Norese.